# 후지쯔 지멘스 컴퓨터스

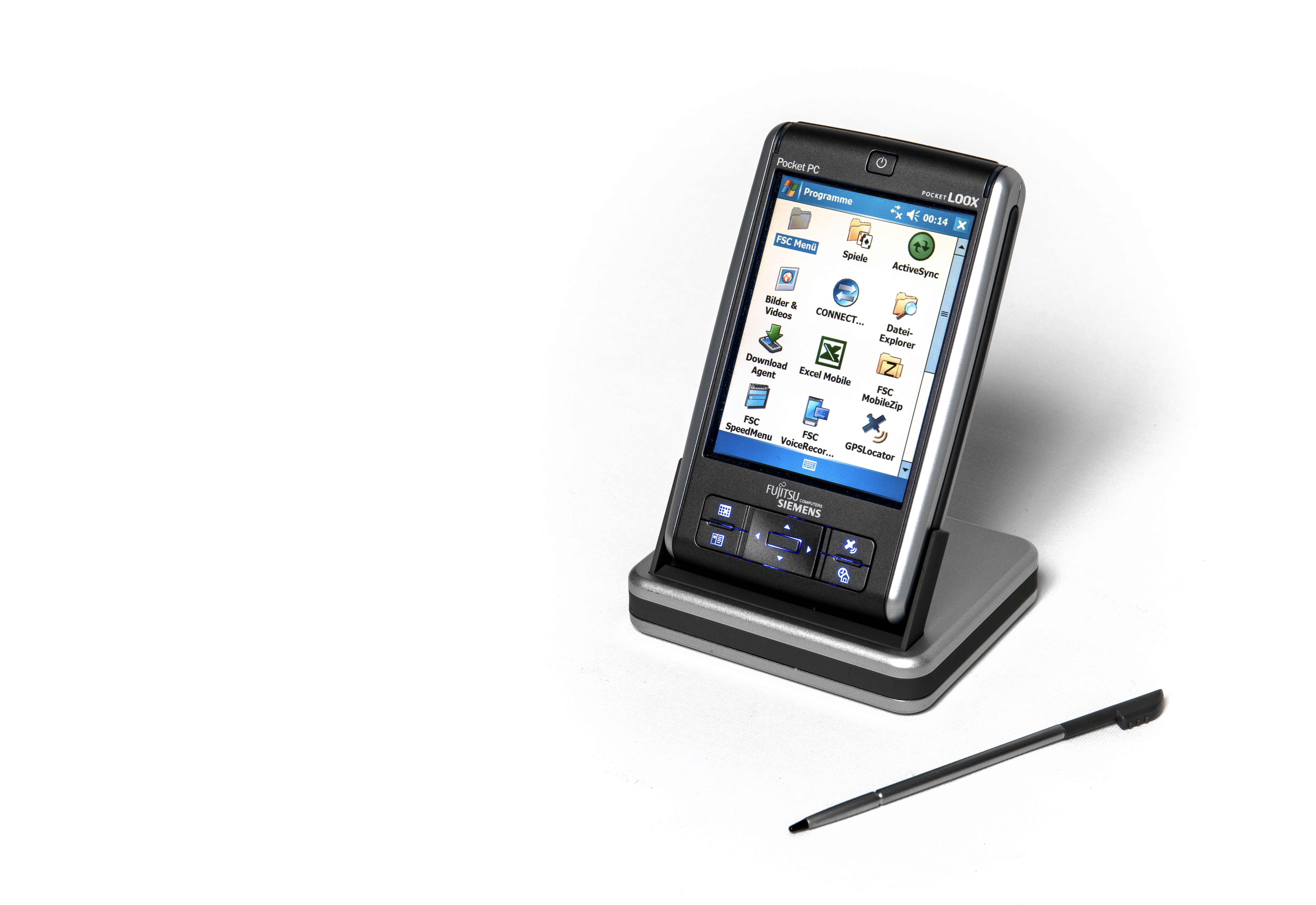
Pocket LOOX

후지쯔 지멘스 컴퓨터스(Fujitsu Siemens Computers)는 일본과 독일의 정보기술 벤더이다. 이 기업은 일본의 후지쯔와 독일의 지멘스가 50/59 합작투자한 기업으로서 1999년 설립되었다. 2009년 4월 1일, 이 기업은 후지쯔가 지멘스의 기업 주식을 매수하면서 후지쯔 테크놀로지 솔루션스가 되었다.
후지쯔 지멘스 컴퓨터스는 "그린" 컴퓨터에 초점을 맞춘다. 에너지 스타와 노르딕 스완 등 생태적, 환경적 표식을 통해 그린 IT의 지도자이자 이노베이터로 간주되었다.

## 같이 보기
- 컴퓨터 시스템 제조업체 목록